# 瓦雷爾貝克河

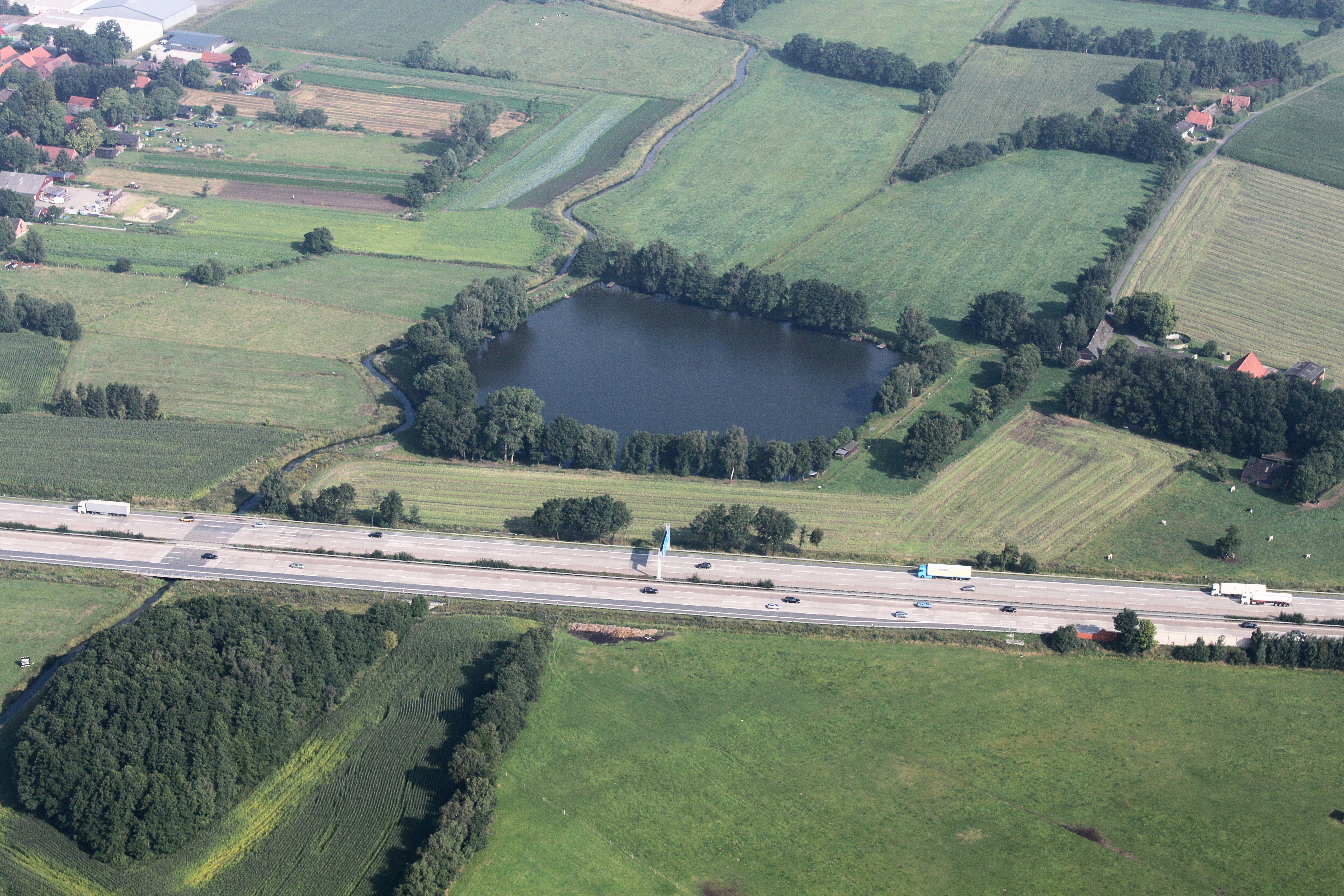
瓦雷爾貝克河

53°04′51″N 8°42′23″E / 53.0807°N 8.7063°E
瓦雷爾貝克河（德語：Varreler Bäke），是德國的河流，位於該國西北部，流經下薩克森州和不來梅州，屬於奧克圖姆河的左支流，河道全長41公里，流域面積217平方公里。